# Rain Veideman
Rain Veideman (Haljala, 1º ottobre 1991) è un cestista estone.

## Carriera
Con l'Estonia ha disputato i Campionati europei del 2015.

## Palmarès
- Campionato estone: 2

Kalev/Cramo: 2013-14, 2015-16